# Granier
Granier korábbi község (település) Franciaországban, Savoie megyében. 2016. január 1-jén Aime és Montgirod községgel egyesült és Aime-la-Plagne új község része lett.
Lakosainak száma 355 fő (2018. január 1.). Granier Aime-la-Plagne, Beaufort, La Côte-d’Aime és Aime községekkel határos.

## Népesség
A település népességének változása:
| Lakosok száma | 470  | 413  | 337  | 327  | 319  | 378  | 359  | 364  | 354  | 355  |
|               | 1962 | 1968 | 1975 | 1982 | 1990 | 2008 | 2013 | 2015 | 2017 | 2018 |